# Ягеллоны
Ягелло́ны— великокняжеская и королевская династия, правившая в государствах Центральной и Восточной Европы в XIV—XVI веках.
Представители династии были:
- великими князьями литовскими в 1377—1381, 1382—1386 и 1440—1572 годах;
- королями польскими в 1386—1572 годах;
- королями венгерскими в 1440—1444 и 1490—1526 годах;
- королями хорватскими в 1440—1444 и 1490—1526 годах;
- королями чешскими в 1471—1526 годах.

Ягеллоны — ответвление литовской династии Гедиминовичей. Династия основана Владиславом Ягелло (Ягайло). В процессе расширения Великого княжества Литовского за счёт южных восточнославянских земель бывшей Киевской Руси (территории современной Украины) данная литвинская династия подверглась постепенной русинизации, а после унии с Польшей (Речь Посполитая) — полонизации.
В Венгерское королевство Ягеллонская династия проникла из Чехии, в период унии обоих королевств. На последних этапах существования доосманской Венгрии венгерские Ягеллоны заключили два династических брака с австрийскими Габсбургами. И хотя в 1526 году они были сметены турецкими нашествиями, данное действие подготовило почву для дальнейшей аннексии всей Венгрии Австрийской империей в 1699 году и трёх разделов Речи Посполитой, проведённых в конце XVIII века (1772—1795) по инициативе Габсбургской монархии, требовавшей «наследство Ягеллонов».

## Представители династии
- Ягайло (1351—1434), сын Ольгерда, внук Гедимин, великий князь литовский 1377—1381, 1382—1392, король польский с 1386 года под именем Владислав II[3].
- Эльжбета (пол. Elżbieta Bonifacja; 1399), дочь Владислава II Ягайлы и его первой жены, королевы Ядвиги, умерла на первом году жизни.
- Ядвига Ягайловна (пол. Jadwiga Jagiellonka; 1408—1431), дочь Владислава II Ягайлы и его второй жены, Анны Цельской. В 1413 году на съезде в Едлине в виду отсутствия у короля Владислава сыновей (ещё до рождения Владислава III Варненьчика от третьей жены короля, Софьи Гольшанской), была официально признана наследницей польского престола.
- Владислав III Варненьчик (пол. Władysław Warneńczyk; 1424—1444), старший сын Ягайло и Софьи Гольшанской (Друцкой), король польский (1434—1444), король венгерский под именем Уласло I (1440—1444), король хорватский под именем Владислав I (1440—1444).
- Казимир IV (пол. Kazimierz Jagiellończyk, бел. Казімір Ягелончык, лит. Kazimieras Jogailaitis; 1427—1492), третий сын Ягайло и Софьи Гольшанской, король польский (1447—1492), великий князь литовский (1440—1492); женился в 1454 году на Елизавете Габсбург (Альжбете Ракушанке; 1437—1505), дочери императора Священной Римской империи Альберта II (1397—1439).
- Владислав II (пол. Władysław II Jagiellończyk; 1456—1516), сын Казимира IV, король чешский (1471—1516), король венгерский под именем Уласло II (1490—1516), король хорватский (1490—1516); первый брак — 1476—1490, с Барбарой Бранденбургской (1464—1515), дочерью Альбрехта Ахилла Бранденбургского (1414—1486) из династии Гогенцоллернов, курфюрста Бранденбурга; второй брак — 1490—1500, с Беатрисой Арагонской (1457—1508); третий брак — 1502, с Анной де Фуа (1484—1506). От него происходит чешско-венгерская ветвь Ягелонов.
- Ядвига Ягеллонка (пол. Jadwiga Jagiellonka; 1457—1502), дочь Казимира IV, в 1475 году состоялась её свадьба с ландсхут-баварским герцогом Георгом Богатым.
- Святой Казимир (пол. Święty Kazimierz, лит. Šv. Kazimieras; 1458—1484), второй сын Казимира IV и Эльжбеты Ракушанки, королевич, канонизирован в 1521 году.
- Ян I Ольбрахт (пол. Jan Olbracht; 1459—1501), князь Глогау, король польский (1492—1501). В 1496 издал Пётрковский статут, который прикреплял крестьян к земле и утвердил права шляхетских сеймов.
- Александр Ягеллончик (пол. Aleksander Jagiellończyk, бел. Аляксандр Ягелончык, лит. Aleksandras Jogailaitis; 1461—1506), 4-й сын Казимира IV, король польский (1501—1506), великий князь литовский (1492—1506); с его избранием польским королём восстановлена польско-литовская уния; женился в 1495 году на Елене Ивановне (1476—1513), дочери великого князя московского Ивана III Васильевича (1440—1505).
- София Ягеллонка (пол. Zofia Jagiellonka; 1464—1512), дочь Казимира IV, жена маркграфа Бранденбург-Ансбаха Фридриха I.
- Эльжбета Ягеллонка (1465—1466)[пол.] (пол. Elżbieta Jagiellonka; 1465—1466), дочь Казимира IV, умерла в младенчестве.
- Сигизмунд I (Старый) (пол. Zygmunt Stary, бел. Жыгімонт Стары, лит. Žygimantas Senasis; 1467—1548), 5-й сын Казимира IV, король польский (1506—1548), великий князь литовский (1506—1522), князь Оппельн и Глогау; первый брак — 1512, с Барбарой Запольяи (1495—1515); второй брак — 1518, с Боной Сфорца (1494—1557).
- Фредерик Ягеллон (пол. Fryderyk Jagiellończyk; 1468—1503), епископ краковский, архиепископ гнезенский, кардинал.
- Эльжбета Ягеллонка (1472—1480)[пол.] (пол. Elżbieta Jagiellonka; 1472—1480), дочь Казимира IV.
- Анна Ягеллонка (пол. Anna Jagiellonka; 1476—1503), дочь Казимира IV, жена герцога Померанского Богуслава X Великого.
- Барбара Ягеллон (пол. Barbara Jagiellonka; 1478—1534), дочь Казимира IV, жена герцога Саксонии Георга Бородатого.
- Эльжбета Ягеллонка (1482—1517)[пол.] (пол. Elżbieta Jagiellonka; 1482—1517), дочь Казимира IV, жена герцога Силезско-Лигницкого Фридриха II[англ.].
- Ядвига Ягеллонка (1513—1573) (пол. Jadwiga Jagiellonka; 1513—1573), дочь Сигизмунда I. С 1535 замужем за бранденбургским курфюрстом Иоахимом II Гектором.
- Анна Ягеллонка[пол.] (пол. Anna Jagiellonka; 1515—1520), дочь Сигизмунда I и Барбары Запольяи.
- Изабелла Ягеллонка (1519—1559), дочь Сигизмунда I. С 1535 замужем за королём Венгрии Яношем I Запальяи.
- Сигизмунд II Август (пол. Zygmunt August, бел. Жыгімонт Аўгуст, лит. Žygimantas Augustas; 1520—1572), сын Сигизмунда I и Боны Сфорца, король польский (1548—1572), великий князь литовский (1548—1572); первый брак — 1543, с Елизаветой Габсбург (1526—1545), дочерью императора Священной Римской империи Фердинанда I (1503—1564); второй брак — 1547, с Барбарой Радзивилл (1520—1551), дочерью князя Юрия Радзивилла, великого гетмана литовского; третий брак — 1553, с Екатериной Габсбург (1533—1572), другой дочерью императора Священной Римской империи Фердинанда I. Последний мужской представитель династии Ягеллонов.
- София Ягеллонка (пол. Zofia Jagiellonka; 1522—1575), дочь Сигизмунда I и Боны Сфорца. С 1556 замужем за Генрихом V, герцогом Браунгшвейг-Люнебургским.
- Анна Ягеллонка (пол. Anna Jagiellonka; 1523—1596), дочь Сигизмунда I и Боны Сфорца, королева польская; муж Стефан Баторий (1533—1586), король польский, великий князь литовский 1576—1586.
- Катерина Ягеллонка (пол. Katarzyna Jagiellonka; 1526—1583), дочь Сигизмунда I и Боны Сфорца, первая жена (1562) Юхана III Вазы (1537—1592), короля шведского 1568—1592. Их сын Сигизмунд в 1587 выбран на трон Польши и Великого княжества Литовского (Сигизмунд III), одновременно в 1592—1599 был королём Швеции.
- Ольбрехт Ягеллончик[пол.] (пол. Olbracht Jagiellończyk; род. и ум. 1527), сын Сигизмунда I, умер сразу после рождения, в тот же день.

## Чешско-венгерская ветвь Ягеллонов
- Анна Ягеллонка (1503, Буда в Венгрии — 1547), дочь Владислава II, последняя представительница чешско-венгерской ветви Ягеллонов. С 1521 года замужем за Фердинандом Габсбургом (с 1526 — король Чехии и Венгрии, с 1556 — германский император). Благодаря этому браку Габсбурги получили права на чешский и венгерский троны.
- Людовик II (пол. Ludwik II Jagiellończyk; 1506—1526), сын Владислава II, король Чехии и Венгрии под именем Лайош II (1516—1526); король хорватский (1516—1526), женат на Марии Габсбург (1505—1558).

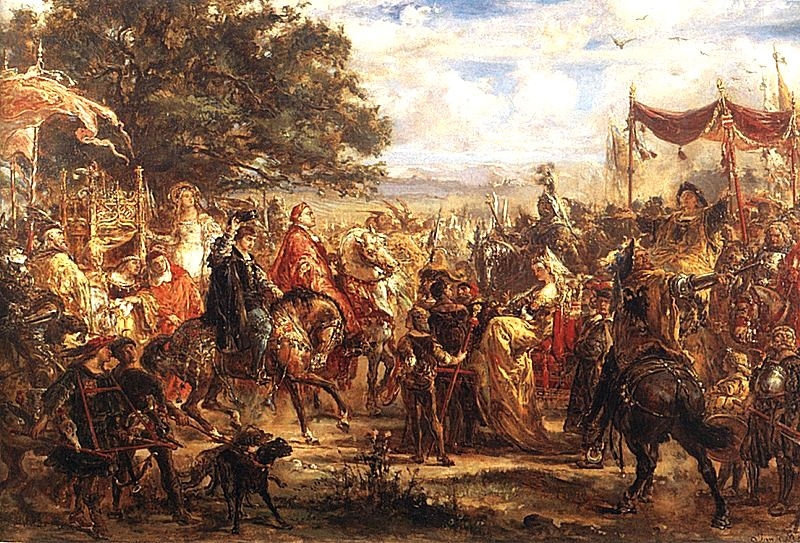
Встреча королей-Ягеллонов с императором Максимилианом под Веной. Картина Яна Матейко. Вена, частная коллекция. 1879

Лайош (Людовик) II Ягеллонский стал последним королём Чехии и Венгрии из династии Ягеллонов. Его отец обручил его ещё перед рождением, в конце 1505 года. 22 июля 1515 года в Вене в соборе Святого Стефана состоялась двойная предварительная свадьба его и его сестры Анны с австрийскими принцессой Марией и одним из принцев (Фердинандом или Карлом), что свидетельствовало об усилении немецкого влияния в Венгрии. Сам двойной брак Людовика с Марией и Анны с Фердинандом был заключён 26 мая 1521 года.
Страна, которую он принял, была крайне ослаблена междоусобицами, феодальной раздробленностью, межплеменными разногласиями среди венгров, крестьянскими восстаниями и межнациональными трениями между венграми и покорёнными ими народами (словаки, хорваты, румыны). Стиль его правления в целом можно было охарактеризовать как олигархический. В январе 1522 года он был объявлен совершеннолетним и был коронован в Секешфехерваре.
Несмотря на помощь своей умной и политически одарённой жены, Лайошу не удалось организовать отпор турецкой экспансии Сулеймана Великолепного. Лайош II погиб в сражении при Мохаче, а его останки были найдены только через два месяца. Положение в венгерских землях, не оккупированных турками, было нестабильным. Лайош II не оставил наследника, и два противоборствовавших претендента предъявили свои права на венгерский престол.
Один из них обосновывал свои права решениями государственного созыва 1505 года о предпочтительности «национального короля», другой — брачным договором 1506 года, скрепившим династии Ягеллонов и австрийских Габсбургов.